# ام‌اس‌وی فنیکا
ام‌اس‌وی فنیکا (به انگلیسی: MSV Fennica) یک کشتی است که طول آن ۱۱۶ متر (۳۸۱ فوت) می‌باشد. این کشتی در سال ۱۹۹۲ ساخته شد.